# ورچکق
ورچکق (به فرانسوی: Verchocq) یک کمون در فرانسه است که در پا-دو-کاله واقع شده‌است.

## خصوصیات
ورچکق ۱۵٫۵۶ کیلومترمربع مساحت و ۵۸۵ نفر جمعیت دارد و ۹۷ متر بالاتر از سطح دریا واقع شده‌است.